# Max Link
Max Link (* 5. Juli 1928; † 23. Mai 2018) war ein deutscher Fußballspieler, der von 1948 bis 1956 als Aktiver vom TSV 1860 München in der damals erstklassigen Fußball-Oberliga Süd 112 Ligaspiele absolviert und dabei 32 Tore erzielt hat. Der im damals überwiegend praktizierten WM-System abwechselnd im Mittelfeld oder im Angriff eingesetzte Spieler wurde im Jahr 1955 vom DFB zu einem Einsatz in der B-Nationalmannschaft berufen. In der Saison 1954/55 gewann er mit den „Löwen“ die Meisterschaft in der 2. Liga Süd und kehrte mit den „Blauen“ in die Oberliga Süd zurück.

## Laufbahn

### Anfänge und München 1860, bis 1957
Über die Stationen FC Bajuwaren, Perlach und Bamberg kam der 20-jährige Max Link zur Saison 1948/49 zum TSV München 1860. Der DFB hatte jetzt das sogenannte „Vertragsspielerstatut“ eingeführt. Mit dem war es erstmals legal möglich, den Spielern monatlich bis zur Höchstgrenze von 320 DM, eine Entlohnung zukommen zu lassen, wenn der Spieler weiterhin einen „zivilen Beruf“ ausübte. Neben Link kamen noch die zwei Torhüter Werner Kisker (FC Schalke 04) und Josef Strauß aus dem eigenen „Löwen“-Nachwuchs in den Oberligakader der „Blauen“. Zwar konnte 1860 die Vizemeisterschaft des Vorjahres nicht wiederholen, aber beim Erreichen des vierten Ranges, einen Punkt hinter dem Lokalrivalen FC Bayern, war die Angriffsreihe mit Helmut Fottner, Engelbert Schmidhuber, Otto Thanner, Ludwig Janda, Alois Hornauer und Hans Brück so stark besetzt, dass Link lediglich in drei Oberligaspielen unter Trainer Max Schäfer zum Einsatz kam. Ab seinem zweiten „Löwen“-Jahr, 1949/50, gehörte Link aber der Stammformation an und absolvierte 25 Oberligaspiele, in denen er neun Tore erzielte. Durch die Abgänge von Georg Bayerer und Ludwig Janda geschwächt, konnte lediglich der neunte Rang belegt werden.
Als Link 1950/51 in der Oberligarunde 13 Treffer glückten und 1860 insgesamt mit 97 Toren den treffsichersten Angriff in der Südliga stellte, erreichte das Schäfer-Team mit 42:26 Punkten den sechsten Rang. Mit den sechs Angreifern Ludwig Zausinger, Kurt Mondschein, Thanner, Link, Kurt Lauxmann und Fottner besiegten die Münchner auch in den Heimspielen Meister 1. FC Nürnberg (2:1) und Vizemeister SpVgg Fürth (4:2). Mit 6:0 wurde gar das Auswärtsspiel am 9. Dezember 1950 beim 1. FC Nürnberg gewonnen. Als in der Saison 1952/53 Link verletzungsbedingt nur zu elf Einsätzen ohne Torerfolg kommen konnte, stiegen die „Löwen“ unter Trainer Fred Harthaus mit 24:36 Punkten als Vorletzter aus der Oberliga ab.
Trainer Schäfer kehrte wieder zurück und in der zweiten Runde in der 2. Liga Süd, 1954/55, gelang die Meisterschaft und damit die Rückkehr in die Oberliga Süd. Link hatte an diesem Erfolg neben dem 25-fachen Torschützen Kurt Mondschein wesentlichen Anteil und wurde durch den DFB als Zweitligaspieler in den Kader der B-Nationalmannschaft berufen. Der Rückkehrer in die Oberliga konnte 1955/56 aber nicht den Klassenerhalt bewerkstelligen. Mit 19:41 Punkten stieg 1860 als Tabellenletzter wieder in die 2. Liga Süd ab. Link hatte nochmals in 22 Ligaspielen mitgewirkt und dabei sechs Tore erzielt; die Karrieren von Johann Auernhammer und Alfons Stemmer begannen. Sein letztes Oberligaspiel absolvierte Link am 8. April 1956 bei einer 1:2-Heimniederlage gegen Kickers Offenbach.
Wegen eines Bandscheibenschadens musste er 1957 seine aktive Spielerlaufbahn beenden.
Sein Grab befindet sich im Friedhof Perlach an der Putzbrunner Straße in München.

### Auswahlberufungen
Als am 23. März 1955 die deutsche B-Nationalmannschaft in Sheffield ein 1:1 gegen die englischen Profis erreichte, bildete der Zweitligaspieler Link von 1860 München als rechter Außenläufer mit Rudolf Hoffmann und Richard Gottinger die Läuferreihe der DFB-Elf.  Am Rundenende gehörte Link dem Aufgebot für das A-Länderspiel am 28. Mai 1955 in Hamburg gegen Irland (2:1) an. Zum Einsatz wurde er aber nicht gebracht. Letztmals mit dem DFB-Kader kam Link als Teilnehmer an einem Sichtungslehrgang ab dem 11. Juli 1955 in der Sportschule Grünberg in Kontakt. Danach endeten seine Auswahlberufungen.